# دهستان جی
دهستان جی نام دهستانی در بخش مرکزی شهرستان اصفهان، استان اصفهان در ایران است. براساس سرشماری مرکز آمار ایران در سال ۱۳۸۵، جمعیت آن ۱۷۵۴۳ نفر (۴۶۹۶ خانوار) بوده‌است. منطقه زردنجان بیشترین آمار تخریب اراضی غیر مجاز باغی را دارد.